# 蒙东 (杜省)
蒙东（法語：Mondon，法語發音：[mɔ̃dɔ̃]）是法国杜省的一个市镇，位于该省北部，属于贝桑松区。

## 地理
蒙东（47°26'27"N, 6°18'42"E）面积4.5 平方千米，位于法国勃艮第-弗朗什-孔泰大區杜省，该省份为法国东部内陆省份，北起上索恩省，西接汝拉省，东部及东南部与瑞士接壤，东北部与贝尔福地区省接壤。
与蒙东接壤的市镇（或旧市镇、城区）包括：蒙塔涅-塞尔维涅、蒙蒂桑、皮埃桑、鲁日蒙。

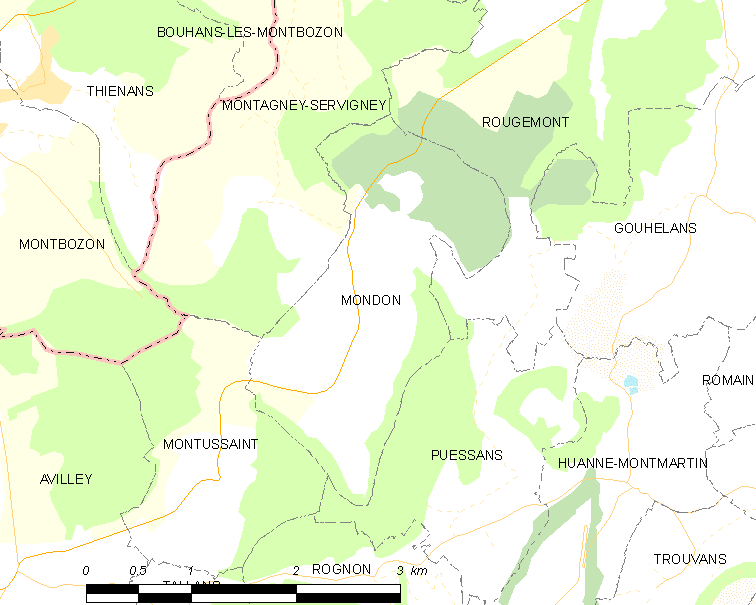
的OSM定位图

蒙东的时区为UTC+01:00、UTC+02:00（夏令时）。

## 行政
蒙东的邮政编码为25680，INSEE市镇编码为25384。

## 政治
蒙东所属的省级选区为博姆莱达姆县。

## 人口

1962-2008年间人口变化图示

蒙东于2022年1月1日时的人口数量为79人。